# Jeux paralympiques d'hiver de 2022
Les Jeux paralympiques d'hiver de 2022, officiellement appelés les XIIIe Jeux paralympiques d'hiver, se déroulent du 4 au 13 mars 2022 à Pékin en Chine.
Il s'agit de la deuxième édition des Jeux paralympiques organisée dans la capitale chinoise après les Jeux paralympiques d'été de 2008.
La ville organisatrice a été choisie le 31 juillet 2015 lors de la 128e session du Comité international olympique.

## Organisation

### Emblème
Le 15 décembre 2017, le Comité d'organisation dévoile les emblèmes olympique et paralympique définitifs des Jeux.

### Mascotte

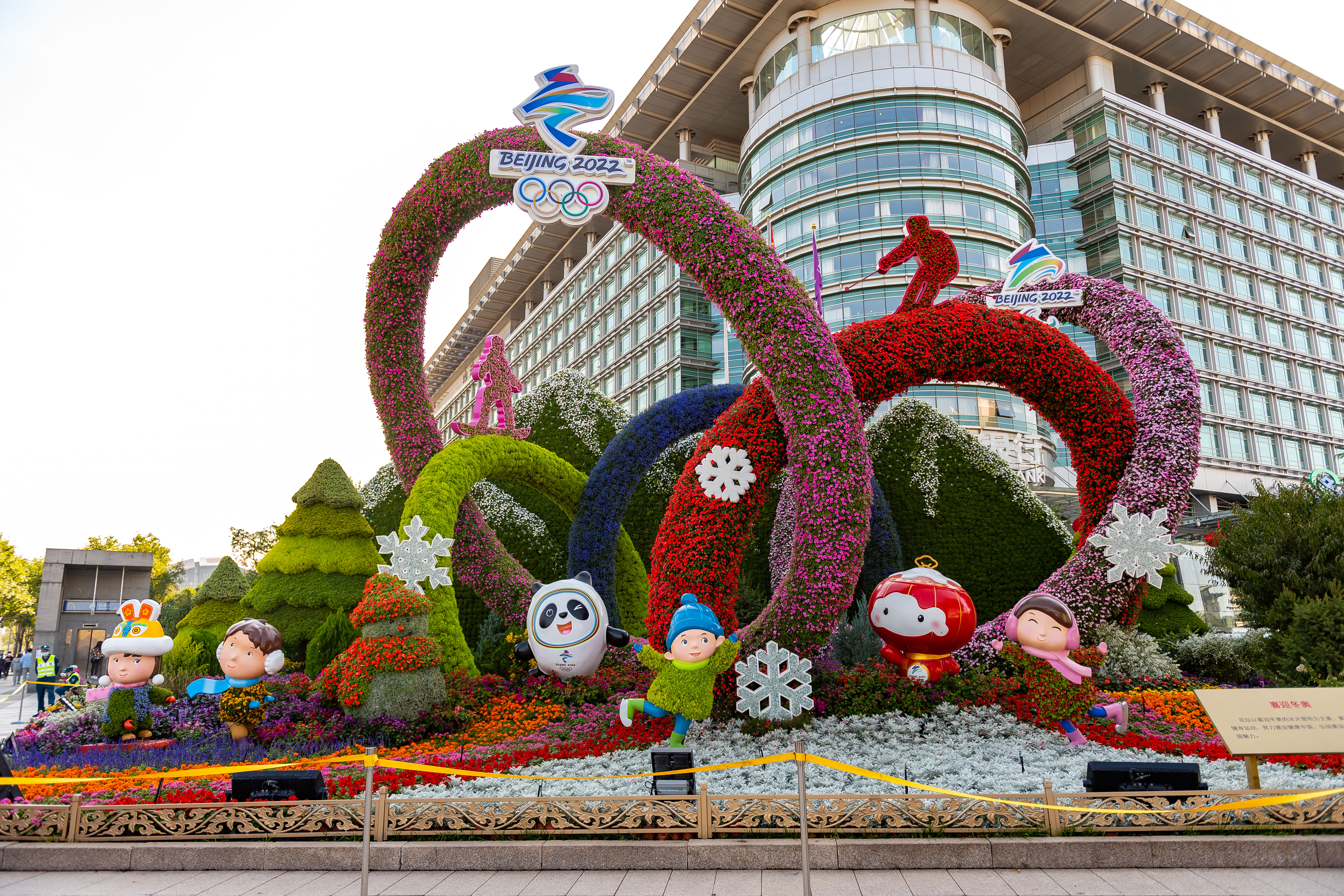
Parterre de fleurs aux couleurs des jeux olympiques d'hiver à

Shuey Rhon Rhon (chinois : 雪容融 ; pinyin : Xuě Róng Róng) a été choisi pour être la mascottes des Jeux paralympiques. Elle prend la forme d'une Lanterne chinoise et elle est accompagnée par Bing Dwen Dwen (chinois : 冰墩墩 ; pinyin : Bīng Dūn Dūn), un panda qui est la mascotte des jeux olympiques.
Le comité d'organisation de Beijing 2022 a reçu plus de 5 800 dessins de mascottes de Chine et de 35 pays du monde entier dans le cadre d'un concours mondial de design. Les projets ont été examinés par des experts chinois et étrangers, et les sélections finales ont été effectuées par des équipes de l'Académie des Beaux-Arts de Guangzhou et de l'Université de Jilin des arts.

### Impacts du Covid-19
Après avoir reporté les Jeux paralympiques d'été de Tokyo en 2021, la Pandémie de Covid-19 avait également largement bousculé l'accueil du public puisque toutes les parties prenantes (dont le CIO) avaient décidé que les Jeux paralympiques se dérouleront à huis clos sur l'ensemble des sites sans exception.
Six mois plus tard, la question se retrouve posée pour le comité d'organisation chinois mais le pays ne choisit pas le huis-clos et annonce en septembre 2021 que seules les personnes résidant en Chine pourront y accéder sans que les organisateurs n’annonce encore de jauge. Finalement, comme pour les jeux olympiques, aucune billetterie est ouverte et seules des invitations sont distribuées en petit nombre.

### Relais de la flamme paralympique
À l’instar de celui consacré à la flamme olympique, le relais de la flamme paralympique est adapté pour répondre aux exigences sanitaires.
La flamme paralympique est allumée le 28 février à Stoke Mandeville par deux curleuses paralympiques britanniques Angie Malone (en) et Aileen Neilson (en), un village situé au nord-ouest de Londres reconnu comme le berceau des Jeux paralympiques. La flamme arrivera en Chine deux jours plus tard, où une cérémonie d’accueil sera organisé au Temple du Ciel de Pékin.
Plus de 600 porteurs seront mobilisés entre le 2 et le 4 mars, jour de la cérémonie d'ouverture où le dernier relayeur (Li Duan, ancienne sauteuse en longueur aveugle) enflamme la vasque ; la flamme parcourt les trois zones de compétition (Pékin, Zhangjiakou et Yanqing).

### Sites paralympiques
Zone de Pékin

Emplacement des trois zones paralympiques.

- Stade national – cérémonies d'ouverture et de clôture
- Palais national omnisports – para-hockey sur glace
- Centre national de natation – curling

Zone de Yanqing
- Centre national de ski alpin – ski alpin

Zone de Zhangjiakou
- Stade de biathlon - ski de fond, biathlon
- Parc de neige de Genting – snowboard

### Cérémonie d'ouverture
La cérémonie d'ouverture a lieu le 4 mars 2022. Elle met en lumière la culture de la Chine, le défilé des nations et l'allumage de la flamme paralympique.

### Cérémonie de clôture
Le maire de Milan, Giuseppe Sala, assiste aussi à la cérémonie de clôture pour la remise du drapeau paralympique, comme un symbole de transmission vers les prochains Jeux qui se tiendront en 2026 à Milan et à Cortina d'Ampezzo, en Italie.

## Nations participantes
46 nations suivantes ont confirmé leur participation. Il s'agit d'une première pour l'Azerbaïdjan, Israël et Porto Rico. La Chine, pays hôte possède la plus grande équipe avec 96 para-sportifs ; la deuxième plus grande délégation est américaine avec 65 para-athlètes.
À 66 ans, Pam Wilson est l'athlète paralympique la plus âgée de Pékin 2022 et fera ses débuts paralympiques pour les États-Unis en curling en fauteuil roulant. La plus jeune para-athlète aux Jeux est la skieuse para-alpine autrichienne de 15 ans, malvoyante, Elina Stary.
La participation de l'Ukraine a été remise en cause deux semaines avant l'ouverture dans le contexte de guerre à la suite de l'invasion de l'Ukraine par la Russie en 2022 ; le président du Comité paralympique ukrainien a confirmé une semaine avant le début des Jeux que ses para-athlètes souhaitent concourir, mais qu’amener l’équipe à Pékin constituera un défi gigantesque. Finalement, les 29 sportifs de la délégation ukrainienne parviennent à Pékin tout juste avant le début des jeux.
En raison de l'invasion de l'Ukraine par la Russie, condamnée par la plupart des pays du monde et ayant fait des centaines de morts civils en Ukraine début mars, plusieurs pays menacent de boycotter les Jeux si la Russie et la Biélorussie (qui a facilité l'invasion) sont autorisés à concourir. Le 3 mars, le Comité international paralympique exclut la Russie et la Biélorussie de ces Jeux. Le Comité explique que « le sport et la politique ne devraient pas se mélanger, mais, que nous le voulions ou non, l'écho de la guerre est aussi arrivé jusqu'aux Jeux », et évoque une ambiance délétère dans le village paralympique où les athlètes russes et biélorusses sont déjà présents. S'adressant aux athlètes exclus, Andrew Parsons, le président du Comité international paralympique, précise : « Nous sommes vraiment désolés que vous soyez affectés par les décisions de vos gouvernements la semaine dernière, qui ont violé la trêve olympique ».
| Amérique | Asie | Europe | Océanie                                |
| --- | --- | --- | -------------------------------------- |
| - Argentine (2) - Brésil (6) - Canada (45) - Chili (4) - États-Unis (65) - Mexique (1) - Porto Rico (1) | - Chine (96) - Corée du Sud (32) - Iran (4) - Israël (1) - Japon (29) - Kazakhstan (5) - Mongolie (3) | \| - Allemagne (18) - Andorre (1) - Autriche (16) - Azerbaïdjan (1) - Belgique (2) - Bosnie-Herzégovine (2) - Croatie (4) - Danemark (1) - Espagne (2) - Estonie (5) - Finlande (6) - France (15) - Géorgie (1) - Grande-Bretagne (21) - Grèce (2) \| - Hongrie (1) - Islande (1) - Italie (29) - Lettonie (5) - Liechtenstein (1) - Norvège (13) - Pays-Bas (8) - Pologne (11) - Roumanie (2) - Slovaquie (28) - Slovénie (1) - Suède (10) - Suisse (12) - République tchèque (21) - Ukraine (20) \| | - Australie (7) - Nouvelle-Zélande (3) |
| 7 pays | 7 pays | 30 pays | 2 pays                                 |
| - Allemagne (18) - Andorre (1) - Autriche (16) - Azerbaïdjan (1) - Belgique (2) - Bosnie-Herzégovine (2) - Croatie (4) - Danemark (1) - Espagne (2) - Estonie (5) - Finlande (6) - France (15) - Géorgie (1) - Grande-Bretagne (21) - Grèce (2) | - Hongrie (1) - Islande (1) - Italie (29) - Lettonie (5) - Liechtenstein (1) - Norvège (13) - Pays-Bas (8) - Pologne (11) - Roumanie (2) - Slovaquie (28) - Slovénie (1) - Suède (10) - Suisse (12) - République tchèque (21) - Ukraine (20) | |                                        |

### Exclusion par étapes de la Russie et de la Biélorussie
En 2019, la Russie est exclue des Jeux olympiques et paralympiques 2020 et 2022 par l'agence mondiale antidopage pour cause de dopage organisé. Les Russes peuvent participer sous une bannière neutre « RPC » (pour Russian Paralympic Committee) aux Jeux paralympiques dans les mêmes conditions que la présence de la délégation d'athlètes russes aux Jeux paralympiques de Tokyo.
Le sort de la participation de la Russie et de la Biélorussie se joue fin février dans le contexte de guerre à la suite de l'invasion de l'Ukraine par la Russie en 2022, que le CIO interprète comme une violation de la trêve olympique. Le 28 février, le CIO recommande qu'aucun athlète ou officiel sportif de Russie ou de Biélorussie ne soit autorisé à prendre part sous le nom de Russie ou Biélorussie, ni même en tant qu'athlètes neutres.
Le 2 mars, l'IPC décide lors d'une assemblée générale extraordinaire, que les comité russe et biélorusse pouvaient participer en tant que comité neutres aux Jeux de Pékin, que les sportifs pouvaient concourir sous le drapeau paralympique et que la délégation ne serait pas incluse dans le tableau des médailles. Finalement le lendemain, à la veille de l'ouverture, le conseil d’administration du Comité international paralympique décide de refuser la participation des athlètes des comités russes et biélorusses aux Jeux paralympiques de Pékin ; les 83 athlètes russes et biélorusses engagés sur les Jeux sont amenés à quitter le village olympique.
Au total, 71 athlètes russes auraient dû concourir, avec une présence dans tous les sports inclus dans le programme de l'événement. Il y avait 33 athlètes qualifiés en ski nordique et en biathlon, 10 en ski alpin, et 6 en snowboard. Le comité olympique russe alignait une équipe de 17 joueurs en hockey sur luge, troisième des derniers championnats du monde, et une équipe de 5 joueurs en curling en fauteuil roulant. Les Russes devaient concourir à 61 épreuves médaillées sur 78. Les athlètes étaient issus de Moscou (20 personnes), de l'oblast de Moscou (15 personnes), du district autonome de Khanty-Mansi (7) et de la région de Tioumen (5).
Côté biélorusse, plusieurs fondeurs (Yury Holub, Sviatlana Sakhanenka et Valiantsina Shyts) étaient revenus avec au moins une médaille des derniers championnats du monde de ski nordique handisport.

## Compétition

### Sports au programme
Les six sports des jeux 2022 sont au programme. Seules les disciplines du snowboard sont revues, passant de 10 à 6 podiums avec l'abandon du slalom géant.
| Nombre d'épreuves           | Hommes | Femmes | Mixtes | Total |
| --------------------------- | ------ | ------ | ------ | ----- |
| Biathlon                    | 9      | 9      |        | 18    |
| Curling en fauteuil roulant |        |        | 1      | 1     |
| Para-hockey sur glace       |        |        | 1      | 1     |
| Ski alpin                   | 15     | 15     |        | 30    |
| Ski de fond                 | 9      | 9      | 2      | 20    |
| Snowboard                   | 6      | 2      |        | 8     |
| Total (6 sports)            | 39     | 35     | 4      | 78    |

### Catégories
- Le curling se pratique en fauteuil roulant, par équipes de quatre et mixtes. Il n'y a pas de catégorisation précise.
- Le para-hockey sur glace concerne les athlètes handicapés de la partie inférieure du corps. Il n'y a pas de catégorisation précise. Les équipes peuvent être mixtes, cependant ce n'est pas une obligation.
- Pour les épreuves de ski alpin, ski nordique (biathlon et ski de fond) et snowboard, les catégories sont les suivantes :
  - Malvoyants
  - Debout
  - Assis

### Calendrier
|  | Cérémonies |  | Jour de compétition | 4 | Jour de finale (Nombre de finales) |

| Calendrier général des Jeux paralympiques de 2022 | Calendrier général des Jeux paralympiques de 2022 | Calendrier général des Jeux paralympiques de 2022 | Calendrier général des Jeux paralympiques de 2022 | Calendrier général des Jeux paralympiques de 2022 | Calendrier général des Jeux paralympiques de 2022 | Calendrier général des Jeux paralympiques de 2022 | Calendrier général des Jeux paralympiques de 2022 | Calendrier général des Jeux paralympiques de 2022 | Calendrier général des Jeux paralympiques de 2022 | Calendrier général des Jeux paralympiques de 2022 | Calendrier général des Jeux paralympiques de 2022 | Calendrier général des Jeux paralympiques de 2022 |
| Mars 2022                                         | Mars 2022                                         | Mars 2022                                         | 4                                                 | 5                                                 | 6                                                 | 7                                                 | 8                                                 | 9                                                 | 10                                                | 11                                                | 12                                                | 13                                                |
| ------------------------------------------------- | ------------------------------------------------- | ------------------------------------------------- | ------------------------------------------------- | ------------------------------------------------- | ------------------------------------------------- | ------------------------------------------------- | ------------------------------------------------- | ------------------------------------------------- | ------------------------------------------------- | ------------------------------------------------- | ------------------------------------------------- | ------------------------------------------------- |
| Cérémonies                                        | Cérémonies                                        | Logo IPC                                          | O                                                 |                                                   |                                                   |                                                   |                                                   |                                                   |                                                   |                                                   |                                                   | C                                                 |
| Curling                                           | Curling                                           | Pictogramme Curling                               |                                                   |                                                   |                                                   |                                                   |                                                   |                                                   |                                                   |                                                   | 1                                                 |                                                   |
| Para-hockey sur glace                             | Para-hockey sur glace                             | Pictogramme Hockey sur luge                       |                                                   |                                                   |                                                   |                                                   |                                                   |                                                   |                                                   |                                                   |                                                   | 1                                                 |
| Ski alpin                                         | Ski alpin                                         | Pictogramme Ski alpin                             |                                                   | 6                                                 | 6                                                 | 6 *                                               |                                                   |                                                   | 3                                                 | 3                                                 | 3                                                 | 3                                                 |
| Ski nordique                                      | Biathlon                                          | Pictogramme Biathlon                              |                                                   | 6                                                 |                                                   |                                                   | 6                                                 |                                                   |                                                   | 6                                                 |                                                   |                                                   |
| Ski nordique                                      | Ski de fond                                       | Pictogramme Ski de fond                           |                                                   |                                                   | 2                                                 | 4                                                 |                                                   | 6                                                 |                                                   |                                                   | 6                                                 | 2                                                 |
| Snowboard                                         | Snowboard                                         | Pictogramme Snowboard                             |                                                   |                                                   |                                                   | 4                                                 |                                                   |                                                   |                                                   | 4                                                 |                                                   |                                                   |
| Mars 2022                                         | Mars 2022                                         | Mars 2022                                         | 4                                                 | 5                                                 | 6                                                 | 7                                                 | 8                                                 | 9                                                 | 10                                                | 11                                                | 12                                                | 13                                                |

### Tableau des médailles
Le tableau suivant présente les dix premières nations au classement des médailles de leurs athlètes :
- Pays organisateur  (Chine)

| Rang  | Nation     | Or | Argent | Bronze | Total |
| ----- | ---------- | -- | ------ | ------ | ----- |
| 1     | Chine      | 18 | 20     | 23     | 61    |
| 2     | Ukraine    | 11 | 10     | 8      | 29    |
| 3     | Canada     | 8  | 6      | 11     | 25    |
| 4     | France     | 7  | 3      | 2      | 12    |
| 5     | États-Unis | 6  | 11     | 3      | 20    |
| 6     | Autriche   | 5  | 5      | 3      | 13    |
| 7     | Allemagne  | 4  | 8      | 7      | 19    |
| 8     | Norvège    | 4  | 2      | 1      | 8     |
| 9     | Japon      | 4  | 1      | 2      | 7     |
| 10    | Slovaquie  | 3  | 0      | 3      | 6     |
| ...   |            |    |        |        |       |
| Total | Total      | 78 | 78     | 78     | 234   |